# ایوان ماودزلی
ایوان ماودزلی (انگلیسی: Evan Mawdsley؛ زادهٔ ۱۹۴۵) تاریخ‌دان بریتانیایی و استاد سابق تاریخ بین‌الملل در دانشکده علوم انسانی دانشگاه گلاسگو است.